# 福斯特-德克尔反应
福斯特-德克尔反应，又称福斯特-德克尔法（英語：Forster–Decker method），是伯胺转变为仲胺的方法。 首先是伯胺（1）与醛缩合为亚胺，接下来用卤代烃发生N-烷化，生成亚胺离子（5），亚胺离子经水解，即得仲胺。